# Гарсия, Кандидо
Ка́ндидо Карлос Гарси́я (исп. Cándido Carlos García; 2 декабря 1895, Буэнос-Айрес — 22 апреля 1971, Буэнос-Айрес) — аргентинский футболист, полузащитник. Автор первого гола в истории суперкласико.

## Карьера
Кандидо Гарсия начал карьеру в клубе «Ривер Плейт». Он дебютировал в составе команды 13 апреля 1913 года в матче с «Эстудиантесом» из Буэнос-Айреса (4:0). 24 августа того же года «Ривер» впервые играл с клубом «Бока Хуниорс» в матче, позже названном суперкласико. Клуб Гарсии выиграл со счётом 2:1, а сам футболист стал автором первого гола в истории этого противостояния. В 1920 году Гарсия в составе команды выиграл титул чемпиона Аргентины, ставший с начала образования клуба. При этом Гарсия забил второй мяч своей команды в решающем матче с клубом «Кильмес» (2:0). Кандидо играл в составе клуба до 1927 года. Всего за «Ривер Плейт» Гарсия сыграл 364 матча, по другим данным 375 матчей, по третьим данным 374 матча и забил 42 гола. 

## Международная статистика
| Матчи Кандидо Гарсии за сборную Аргентины | Матчи Кандидо Гарсии за сборную Аргентины | Матчи Кандидо Гарсии за сборную Аргентины | Матчи Кандидо Гарсии за сборную Аргентины | Матчи Кандидо Гарсии за сборную Аргентины | Матчи Кандидо Гарсии за сборную Аргентины | Матчи Кандидо Гарсии за сборную Аргентины |
| ----------------------------------------- | ----------------------------------------- | ----------------------------------------- | ----------------------------------------- | ----------------------------------------- | ----------------------------------------- | ----------------------------------------- |
| №                                         | Дата                                      | Место проведения                          | Оппонент                                  | Счёт                                      | Голы                                      | Турнир                                    |
| 1                                         | 18 июля 1915                              | Монтевидео                                | Уругвай                                   | 3:2                                       | —                                         | Кубок Чести Уругвая                       |
| 2                                         | 15 августа 1915                           | Буэнос-Айрес                              | Уругвай                                   | 2:1                                       | —                                         | Кубок Липтона                             |
| 3                                         | 12 сентября 1915                          | Монтевидео                                | Уругвай                                   | 0:2                                       | —                                         | Кубок Ньютона                             |
| 4                                         | 1 октября 1916                            | Авельянеда                                | Уругвай                                   | 7:2                                       | —                                         | Трофей Сиркулар                           |
| 5                                         | 28 июля 1918                              | Монтевидео                                | Уругвай                                   | 1:3                                       | 1                                         | Кубок Чести Уругвая                       |
| 6                                         | 18 сентября 1921                          | Винья-дель-Мар                            | сборная Вальпараисо                       | 3:1                                       | —                                         | Товарищеский матч                         |
| 7                                         | 2 октября 1921                            | Сантьяго                                  | Чили                                      | 1:1                                       | —                                         | Товарищеский матч                         |
| 7                                         | 22 января 1922                            | Буэнос-Айрес                              | Уругвай                                   | 1:3                                       | —                                         | Товарищеский матч                         |
| 8                                         | 19 ноября 1922                            | Монтевидео                                | Уругвай                                   | 1:2                                       | —                                         | Товарищеский матч                         |
| 9                                         | 24 июня 1923                              | Буэнос-Айрес                              | Уругвай                                   | 1:1                                       | —                                         | Товарищеский матч                         |
| 10                                        | 18 июля 1923                              | Буэнос-Айрес                              | Уругвай                                   | 2:2                                       | —                                         | Товарищеский матч                         |
| 11                                        | 2 декабря 1923                            | Буэнос-Айрес                              | Чили                                      | 6:0                                       | —                                         | Товарищеский матч                         |
| 12                                        | 8 декабря 1923                            | Авельянеда                                | Уругвай                                   | 2:3                                       | —                                         | Товарищеский матч                         |

1. 1 2 3 4 5 6 7  Матч являлся неофициальным[14]

## Достижения
- Обладатель Кубка Компетенсия Жокей Клуб: 1914
- Обладатель Кубка Тай Компетишн: 1914
- Чемпион Аргентины: 1920